# はぐれコキリコ
「はぐれコキリコ」は、日本の歌手成世昌平のシングルである。1999年11月21日発売。発売元は日本クラウン。

## 概要
富山県の民謡「コキリコ節」がモチーフ。
1999年のオリジナル盤発売当時の初回プレスは1716枚だったが、ロングヒットとなり、2003年には50万枚を突破した。
第41回日本レコード大賞作曲賞受賞、第32回日本有線大賞作曲賞受賞

## 収録曲
1. はぐれコキリコ(5:06)
作詞：もず唱平、作曲：聖川湧、編曲：前田俊明
2. 一子(4:36)
作詞：もず唱平、作曲：三山敏、編曲：前田俊明
3. はぐれコキリコ（カラオケ）(5:06)
4. 一子（カラオケ）(4:36)
5. はぐれコキリコ（一般用カラオケ2コーラス）(3:30)

## 収録アルバム

### はぐれコキリコ
- オリジナル『最新演歌全曲集』（1999年11月21日）
- オリジナル『有線演歌全曲集』（2002年3月21日）
- オムニバス『最新演歌全曲集』（2002年3月21日）
- オムニバス『最新演歌全曲集』（2002年4月24日）
- オムニバス『最新演歌全曲集』（2002年5月22日）
- オムニバス『最新演歌全曲集』（2002年6月21日）
- オムニバス『最新演歌全曲集』（2002年7月24日）
- オムニバス『最新演歌全曲集』（2002年8月21日）
- オムニバス『有線演歌全曲集』（2002年9月21日）
- オムニバス『最新演歌全曲集』（2002年9月21日）
- オムニバス『有線演歌全曲集』（2002年10月23日）
- オムニバス『最新演歌全曲集』（2002年10月23日）
- オリジナル『はぐれコキリコ』（2002年11月21日）
※リマスタリング
- 浜博也『浜博也ベスト～ドルチェ・ヴィータ～　芸能生活20周年記念アルバム』（2002年11月21日）
- オムニバス『ヒット歌謡全曲集』（2002年11月21日）
- オムニバス『最新演歌全曲集』（2002年11月21日）
- オムニバス『最新演歌全曲集』（2002年12月21日）
- オムニバス『有線演歌全曲集』（2002年12月21日）
- オムニバス『最新演歌全曲集』（2003年1月22日）
- オムニバス『有線演歌全曲集』（2003年1月22日）
- オムニバス『最新演歌全曲集』（2003年2月21日）
- オムニバス『有線演歌全曲集』（2003年2月21日）
- オムニバス『最新演歌全曲集』（2003年4月2日）
- オムニバス『有線演歌全曲集』（2003年4月2日）
- 五木ひろし『五木ひろし「カバー&セルフコレクションズ」～おふくろの子守歌＜第53回NHK紅白歌合戦ライブ収録＞～』（2003年4月2日）
- オムニバス『有線演歌全曲集』（2003年5月21日）
- オムニバス『最新演歌全曲集』（2003年5月21日）
- オムニバス『有線演歌全曲集』（2003年6月25日）
- オムニバス『最新演歌全曲集』（2003年6月25日）
- オムニバス『有線演歌全曲集』（2003年7月24日）
- カバー『昌平のおもろい唄の世界』（2003年7月24日）
※中国語バージョン
- オムニバス『最新演歌全曲集』（2003年8月21日）
- オムニバス『最新演歌全曲集』（2003年9月25日）
- オムニバス『最新演歌全曲集』（2003年10月22日）
- オムニバス『最新演歌全曲集』（2003年11月21日）
- オムニバス『'03-'04有線演歌ベストヒット全曲集』（2003年12月21日）
- オムニバス『歌う王冠 2003-2004 vol.1』（2003年12月21日）
- カバー『こころの風景－ふるさと－』（2004年7月22日）
- ベスト『これが聴きたい!成世昌平』（2005年6月22日）
※リマスタリング
- ベスト『成世昌平全曲集』（2006年6月7日）
- 竹川美子『竹川美子 第一唱～初雪～/「雪の海峡 津軽」』（2007年2月7日）
- ベスト『郷愁譜』（2007年5月9日）

### 一子
- オリジナル『はぐれコキリコ』（2002年11月21日）
※リマスタリング